# Patrice Autsai Adriko
Patrice Autsai Adriko (né à Aru le 27 juillet 1969) est un homme politique de la république démocratique du Congo et député national, élu de la circonscription du territoire d'Aru dans la province de l'Ituri.

## Biographie
Patrice Autsai est né à Aru le 27 juillet 1969. Il est député national dans la circonscription électorale d'Aru dans la province de l'Ituri. Autsai est membre du Parti du peuple pour la reconstruction et la démocratie (PPRD) de l'ancien président Joseph Kabila,.